# Katsumi Ōenoki
Katsumi Ōenoki (jap. 大榎克己 Ōenoki Katsumi; ur. 3 kwietnia 1965 w Shizuoce) – japoński piłkarz, reprezentant kraju.

## Kariera klubowa
Od 1988 do 2002 roku występował w klubach: Yamaha Motors i Shimizu S-Pulse.

## Kariera reprezentacyjna
W reprezentacji Japonii zadebiutował w 1989. W reprezentacji Japonii występował w latach 1989–1990. W sumie w reprezentacji wystąpił w 5 spotkaniach.

## Statystyki
| Reprezentacja Japonii | Reprezentacja Japonii | Reprezentacja Japonii |
| Rok                   | Mecze                 | Gole                  |
| --------------------- | --------------------- | --------------------- |
| 1989                  | 4                     | 0                     |
| 1990                  | 1                     | 0                     |
| Razem                 | 5                     | 0                     |

## Osiągnięcia
- Puchar Cesarza: 2001
- Puchar J-League: 1996